# Garonnaise

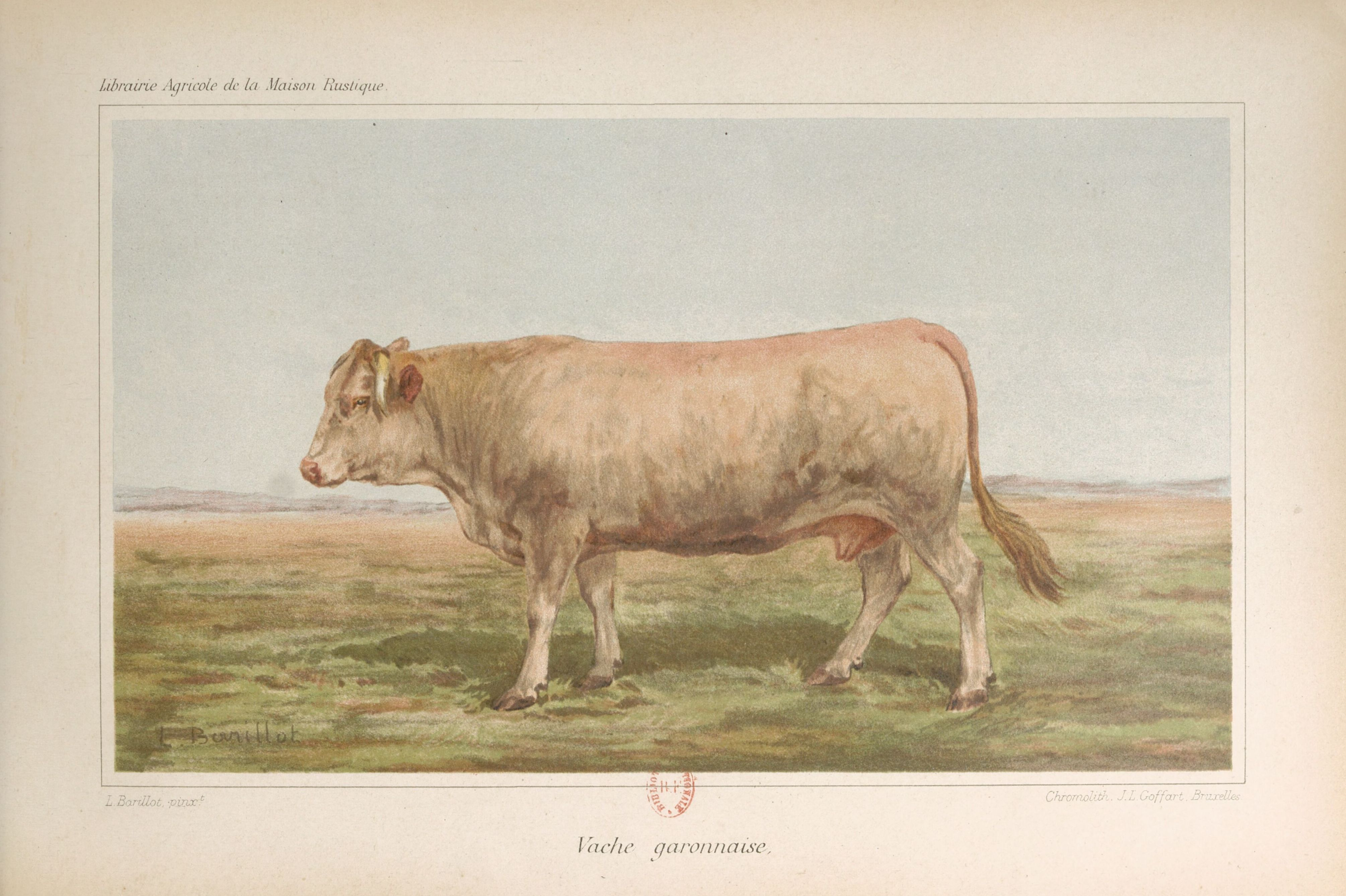
Koe

De Garonnaise is een vleestypisch rundveeras en een van de rassen die in 1963 zijn opgegaan in het stamboek voor de Blonde d'Aquitaine. Het is een van de drie onderrassen die in de Zuidwest-Franse regio Aquitanië zijn ontstaan uit dieren die tijdens de 6e eeuw na Christus met stammen uit Centraal-Europa naar deze regio zijn gekomen. Net als veel andere runderrassen is de naam gebaseerd op de regio waar het ras is ontstaan: in het geval van de Garonnaise is dat de Garonnestreek tussen Agen en Bordeaux. Bij de Garonnaise werd onderscheid gemaakt tussen 2 verschillende soorten, namelijk de: Garonnaise des Coteaux voornamelijk aan de (coteaux) kust en voornamelijk donkerblond en de Garonnaise des Plaines op de (plaines) vlaktes en voornamelijk lichtblond.